# باشگاه فوتبال ناوال
باشگاه فوتبال ناوال (به پرتغالی: Associação Naval 1º de Maio) یک باشگاه فوتبال در شهر فیگوئرا دافوش در پرتغال می‌باشد که در لیگ برتر پرتغال بازی می‌کند.
این باشگاه در سال ۱۸۹۳ تأسیس شده‌است.